# 소피아 레예스
소피아 레예스(Sofía Reyes, 1995년 9월 25일 ~ )는 멕시코의 싱어송라이터, 배우이다.

## 음반 목록
- Louder! (2017)